# سینوا
سینوا، روستایی است از توابع بخش مرکزی شهرستان چالوس در استان مازندران ایران.

## جمعیت
این روستا در دهستان کلارستاق شرقی قرار دارد و براساس سرشماری مرکز آمار ایران در سال ۱۳۸۵، جمعیت آن ۱۳۴۲ نفر (۳۱۸خانوار) بوده‌است. مردم سینوا از قومیت طبری هستند. مردم سینوا به زبان طبری با گویش کلارستاقی سخن می‌گویند.